# خانه صولت
خانه صولت مربوط به اواسط دوره قاجار است و در ابرکوه، خیابان باهنر محله دروازه میدان واقع شده و این اثر در تاریخ ۲۴ بهمن ۱۳۷۵ با شمارهٔ ثبت ۱۸۳۹ به‌عنوان یکی از آثار ملی ایران به ثبت رسیده است.

## نگارخانه

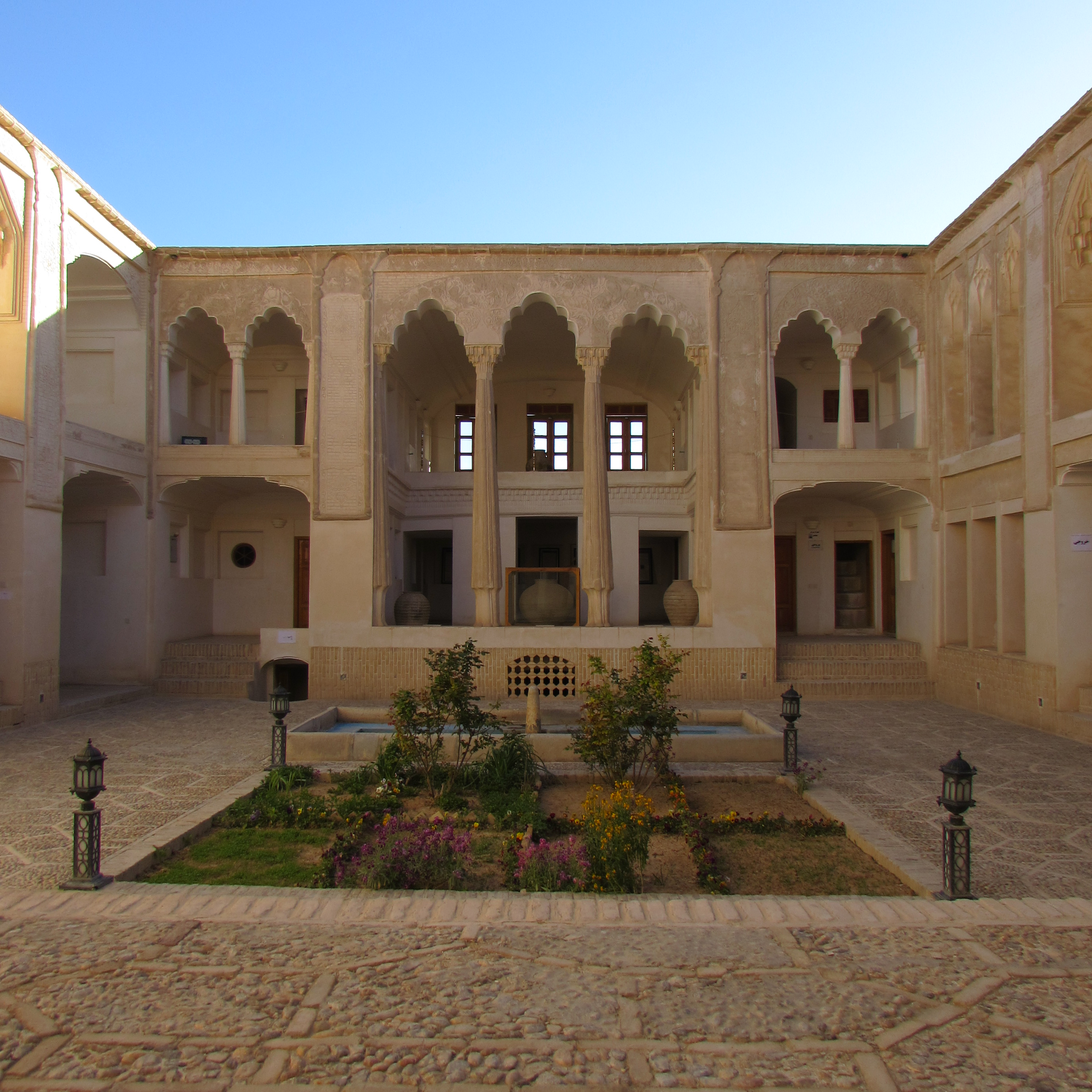
خانه صولت
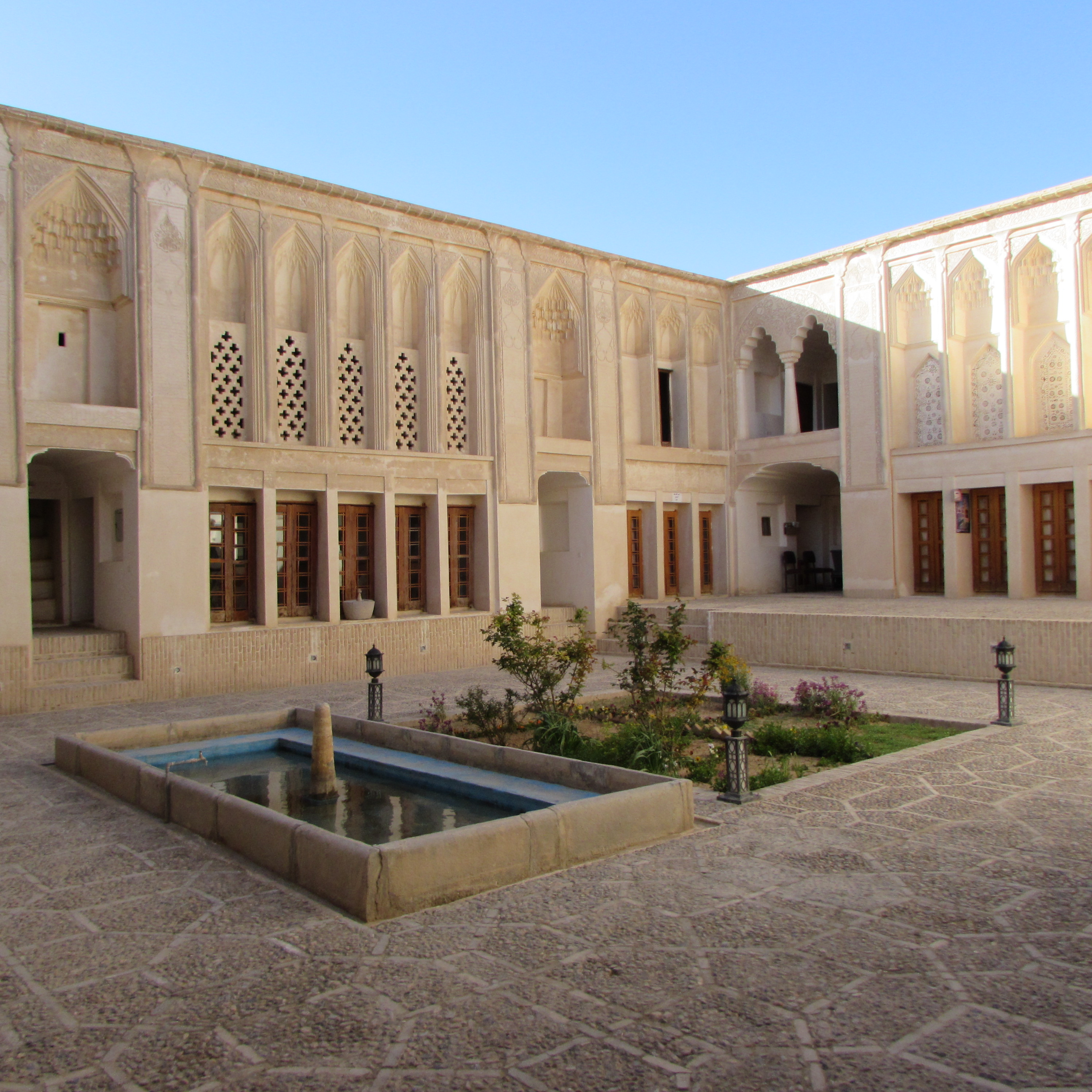
خانه صولت
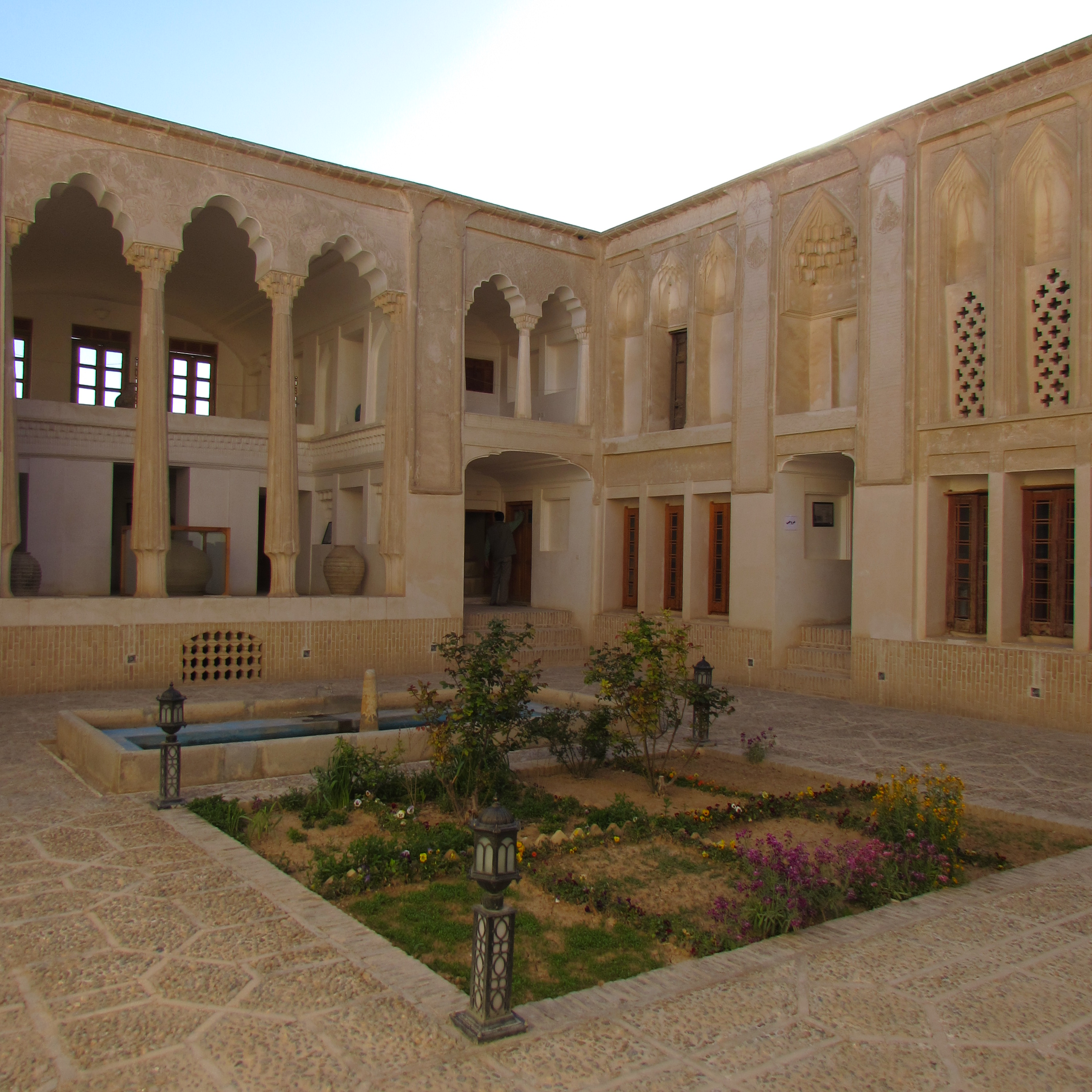
خانه صولت
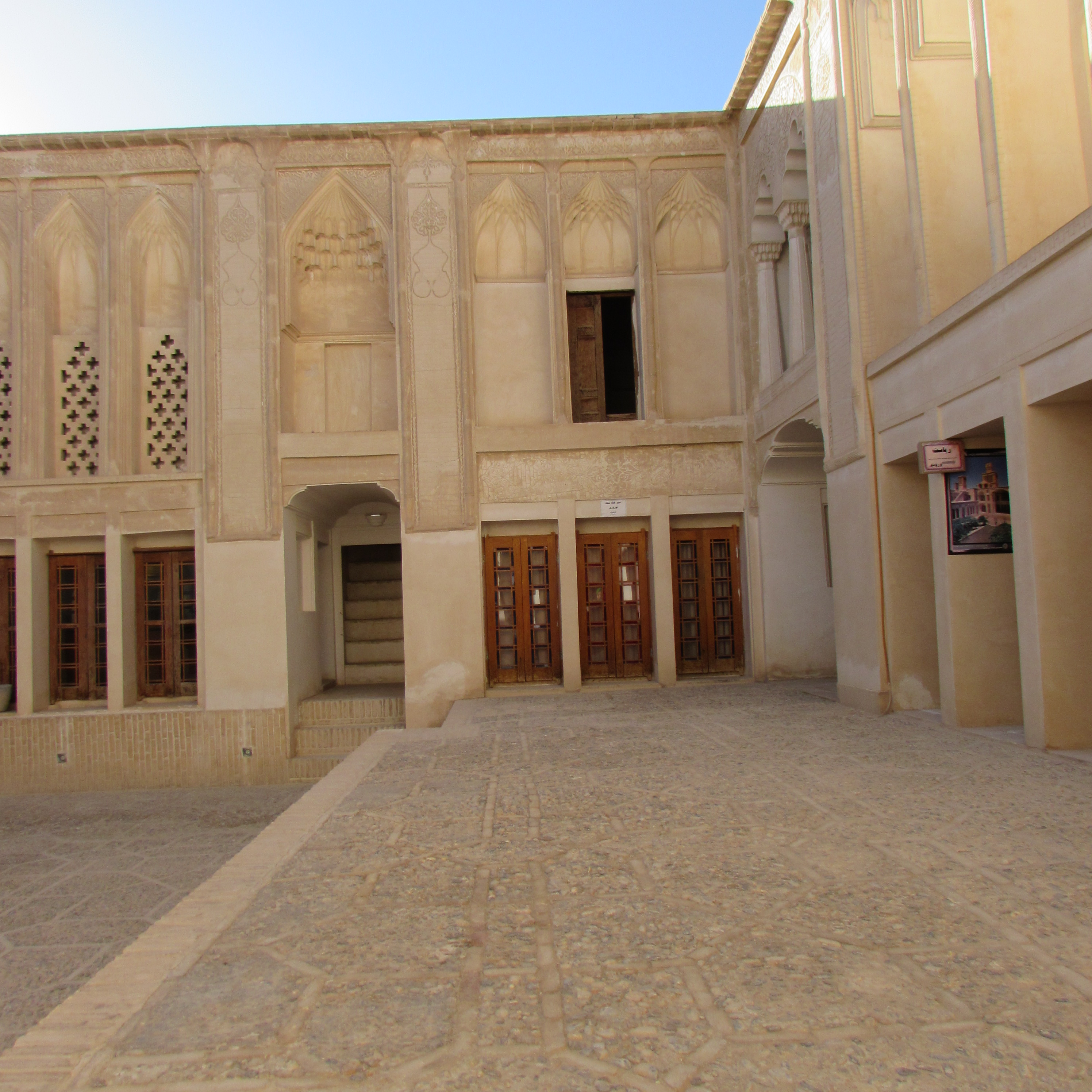
خانه صولت